# Buchnera angustissima
Buchnera angustissima är en snyltrotsväxtart som beskrevs av Bonati. Buchnera angustissima ingår i släktet Buchnera och familjen snyltrotsväxter. Inga underarter finns listade i Catalogue of Life.